# 僕らは静かに消えていく
「僕らは静かに消えていく」（ぼくらはしずかにきえていく）は、山崎まさよし通算17枚目のシングル。2004年5月19日発売。発売元はユニバーサルミュージック。

## 解説
- 本人が一言で言うならば「春の引越しのうた」とコメントしたバラードナンバー。
- 新星堂が発行したテイク・フリー冊子上で山崎自身が「この曲、みんな好きだよね」と感想をもらしたことがある。しかし、ライブなどで披露される機会はあまりない。
- 花王製品のコマーシャルソングに起用された。
- 2005年公開の映画、「青空のゆくえ」の劇中挿入歌としても起用されている。
- 初回限定盤DVDには、約30分にも及ぶショート・フィルムが収録された。山崎本人もキャストとして出演している。出演は他に山本太郎など。
- ミュージック・ビデオは、そのショートムービーの名場面集的な作りになっている。7thアルバム『ADDRESS』（2006年6月28日）の初回限定盤DVDにも収録された。
- 初回限定盤以外に、CDのみの通常盤がある。初回盤のCDジャケットが絵であることに対し、通常盤は山崎本人のカメラ目線ショット。
- 恒例のインストゥルメンタル「mud skiffle track XII」は20分を超える演奏時間を誇り、ボーカル曲も含め山崎の全楽曲中最長である。宣伝広告やCD帯などでは、「20分超のリラクゼーション・インストゥルメンタル」などと紹介された。

## 収録曲
1. 僕らは静かに消えていく　（5:24）
花王「ハミング1/3」CMソング
2. Non ignition　（4:15）
3. mud skiffle track XII　（22:59）

- 作詞・作曲・編集: 山崎将義

## DVD収録メニュー
1. 僕らは静かに消えていく　short films
2. 僕らは静かに消えていく　Video Clip

## 収録作品
- 僕らは静かに消えていく （Single Version）
※アルバム未収録
- 僕らは静かに消えていく （Album Mix）
  - ADDRESS　（7th アルバム）
- Non ignition
※アルバム未収録
- mud skiffle track XII
※アルバム未収録

## 関連人物
- 山本太郎　（ショート・ムービーに出演）